# 大衆点評
大衆点評（たいしゅうてんぴょう、Dianping）は、2003年に創業された中国最大の口コミ投稿サイトである。本社は上海。2015年8月には、美団（Meituan）と合併し、新会社「美団点評」を設立。新会社の評価額は100億ドルを超え、中国最大のユニコーン企業と呼ばれている。

## 概要
大衆点評は2003年4月の設立以来、中国の生活情報と消費者による口コミ投稿のWEBサービスを提供している。2015年の時点で月間アクティブユーザー数は2億人、登録された店舗数は1400万件を突破している。中国においては、2,500を超える都市、世界においても860を超える都市が登録されている。月間のPV数は150億PV以上、そのうちモバイル端末からのアクセスは85％を占めている。

## 日本法人
2017年3月に日本支社であるXIGUA株式会社を設立。日本ページにおいては、東京・大阪・京都・名古屋・北海道を中心に142エリアを網羅。既に80万箇所以上の飲食店や商業施設が登録されている。